# Spa Classic
Organisé par Peter Auto, Spa Classic est un rassemblement de voitures historiques de compétition, avec plus de 300 voitures de course réunies sur le circuit de Spa-Francorchamps dans les Ardennes-Belges.

## Histoire

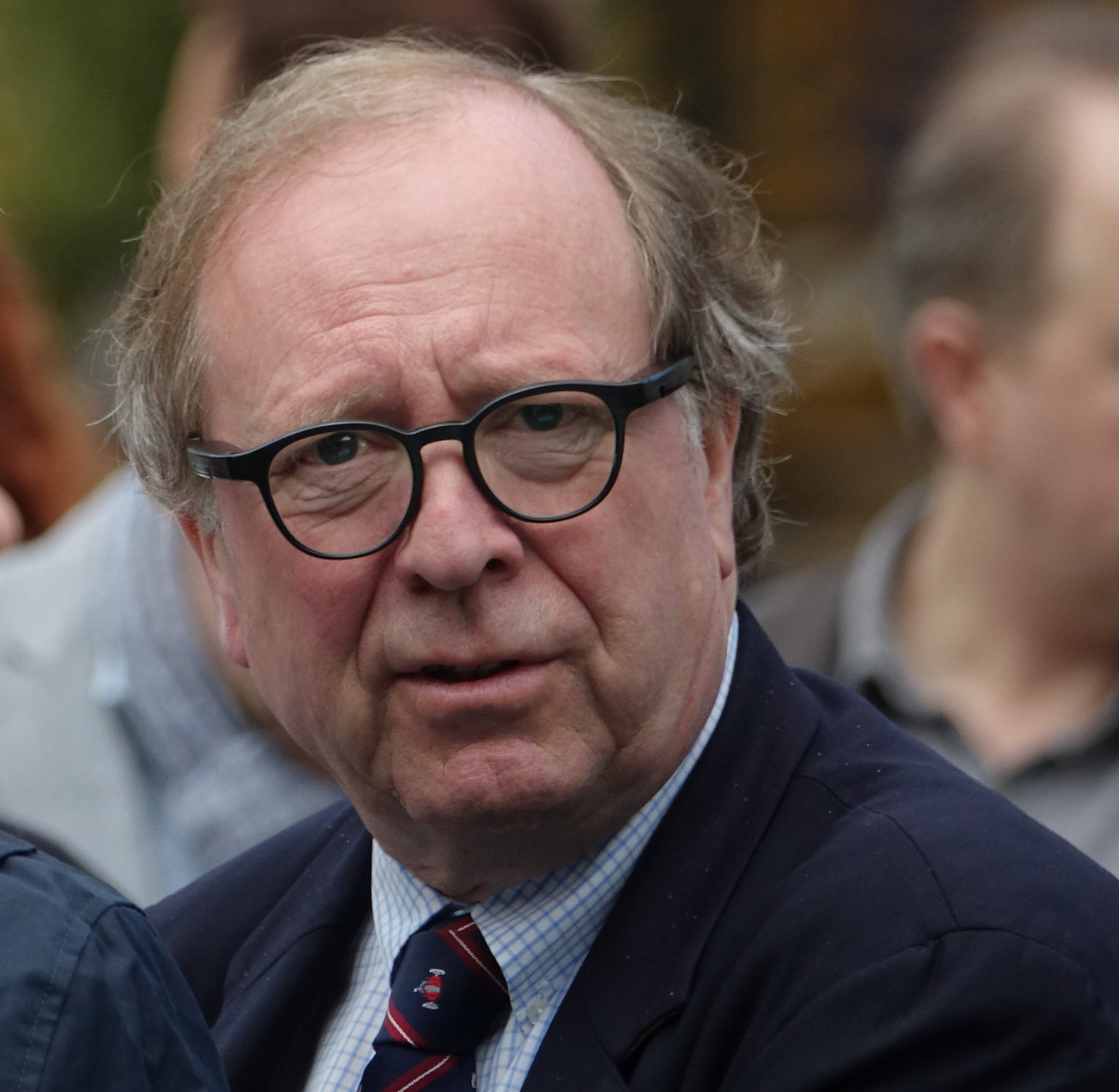
Patrick Peter (Peter Auto).

C'est en 2011 que l'organisateur d'événementiels automobiles Patrick Peter (Peter Auto) crée la première édition de Spa Classic, sur le même modèle que Le Mans Classic. Une compétition constituée de plateaux cumulant plus de 300 voitures de courses, qui a attiré, dès cette première édition, 10 000 spectateurs venus admirer les 500 voitures de Clubs installées dans les allées de Spa Francorchamps.
Après une baisse de fréquentation en 2016, la 7e édition a battu son record de spectateurs, établi en 2015, avec plus de 20 000 visiteurs venus suivre les quatorze courses et admirer les 1400 voitures de collections exposées (historiques, modernes ou compétition).
La manifestation se déroule sur trois jours, le vendredi étant consacré aux qualifications, le week-end aux courses et la journée dominicale se termine par une vente aux enchères de la maison Bonhams.

## Plateaux
| Plateaux by Peter Auto                  | Trofeo Nastro Rosso (jusqu'en 2017)                                             | The Greatest’s Trophy (à partir de 2018) | Sixties' Endurance Racing                                                                                                  | Classic Endurance Racing 1                             | Classic Endurance Racing 2                     | Heritage Touring Cup | Group C Racing (dà partir de 2016)                                                              | Euro F2 Classic (2017 et 2018)                                                                  | 2.0L Cup (à partir de 2018)                   | Endurance Racing Legends (à partir de 2018) | Fifties' Legends (à partir de 2020) |
| --------------------------------------- | ------------------------------------------------------------------------------- | --- | --- | ------------------------------------------------------ | ---------------------------------------------- | --- | ----------------------------------------------------------------------------------------------- | ----------------------------------------------------------------------------------------------- | --------------------------------------------- | --- | --- |
| Catégorie                               | Voitures italiennes de Sport et GT avant 1966                                   | Voitures de sport & GT d’exception entre 1950 et 1969 | Voitures de Sport avant 63 et GT avant 1966                                                                                | GT de 1966 à 1974 et Prototypes de 1966 à 1971         | GT de 1975 à 1981 et Prototypes de 1972 à 1981 | Championnat d’Europe de Tourisme de 1966 à 1984 | Protos ayant participé aux 24 heures du Mans ou Championnat du Monde d’Endurance de 1982 à 1993 | Formule 2, Formule B et Formule Atlantic de 1967 à 1978                                         | Porsche 911 2 litres châssis court avant 1966 | GT & Proto des années 1990-2000 | Voitures des classes GT & GTS, homologuées et inscrites en course internationale ou nationale significative de 1950 à 1962 classes TC, TSRC et GTS |
| Voitures admises (liste non exhaustive) | Aston Martin DB4 GT Zagato Ferrari 250 GT Berlinetta SWB ISO A3 C Maserati 250S | Alfa Romeo TZ Aston Martin DB2 Vantage Bizzarrini 5300 GT Ferrari 250 GT Berlinetta SWB Ferrari 250 GT Breadvan Ferrari 250 LM Maserati 300S Mercedes-Benz 300 SL Porsche 550 Porsche 718 RSK Porsche 904 GTS | AC Cobra Alfa Romeo Giulietta Sprint Veloce Ferrari 250 GT Jaguar Type E Lotus 15 Maserati 3500 GT Porsche 356 Porsche 911 | Ford GT40 Gulf Mirage Lola T70 Porsche 908 Porsche 910 | BMW M1 Ferrari 512 BBLM Porsche 935            | Alfa Romeo GTA Alfa Romeo GTV BMW 3.0 CSL Ford Capri RS Ford Escort Ford Mustang Jaguar XJ12C Broadspeed Jaguar XJS Mazda RX-7 Mercedes 300 SE Porsche 911 | Jaguar XJR-14 Peugeot 905 Porsche 962 Toyota TS010                                              | Alpine Brabham Chevron Ferrari Lola Lotus March Martini Matra McLaren Osella Ralt Surtees Tecno | Porsche 911 (901)                             | Aston Martin DBR9 Audi R8 LMP Bentley Speed 8 Chrysler Viper GTS-R Dallara SP1 Ferrari 333 SP Ferrari 550 Prodrive Ferrari F40 LM Jaguar XJR-15 Maserati MC12 GT1 McLaren F1 GTR Pescarolo C60 Porsche 911 GT1 Toyota TS020 GT One | AC Alfa Romeo Austin Healey Chevrolet DB Jaguar Lotus MG Morgan Porsche Triumph TVR                                                                |

## Fréquentation

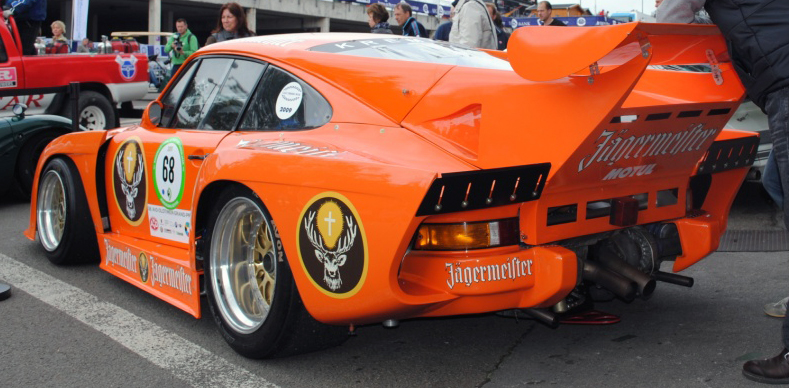
Porsche 935 au Spa Classic 2011

Le Spa Classic atteint son record de fréquentation en 2017 avec un peu plus de 20 000 spectateurs, dépassant légèrement l'édition 2015,,,.

## Éditions

### 1reédition (2011)
Les voitures de compétition sont répartis selon les plateaux :
- Classic Endurance Racing 1 & 2
- Sixties’ Endurance
- Trofeo Nastro Rosso
- Group C Racing
- Historic Formula 2
- FIA Historic Formula One

500 voitures de collection provenant de clubs sont réunis durant les trois jours de la manifestation.

### 5eédition (2015)

#### Ventes aux enchères
| Modèle                                   | Année | Enchères (frais inclus) |
| ---------------------------------------- | ----- | ----------------------- |
| Porsche 962C chassis 962-155             | 1990  | 1 495 000 €             |
| Ferrari 365GTB/4 Daytona Berlinetta      | 1970  | 667 000 €               |
| Ferrari 308GT Berlinetta Vetroresina     | 1976  | 253 000 €               |
| Aston Martin DB Mark III Sports Saloon   | 1958  | 247 250 €               |
| Lancia Flaminia Super Sport Double Bulle | 1965  | 218 500 €               |
| Karting Birel Ex-Mika Häkkinen           | -     | 9 200 €                 |

### 6eédition (2016)

#### Classement

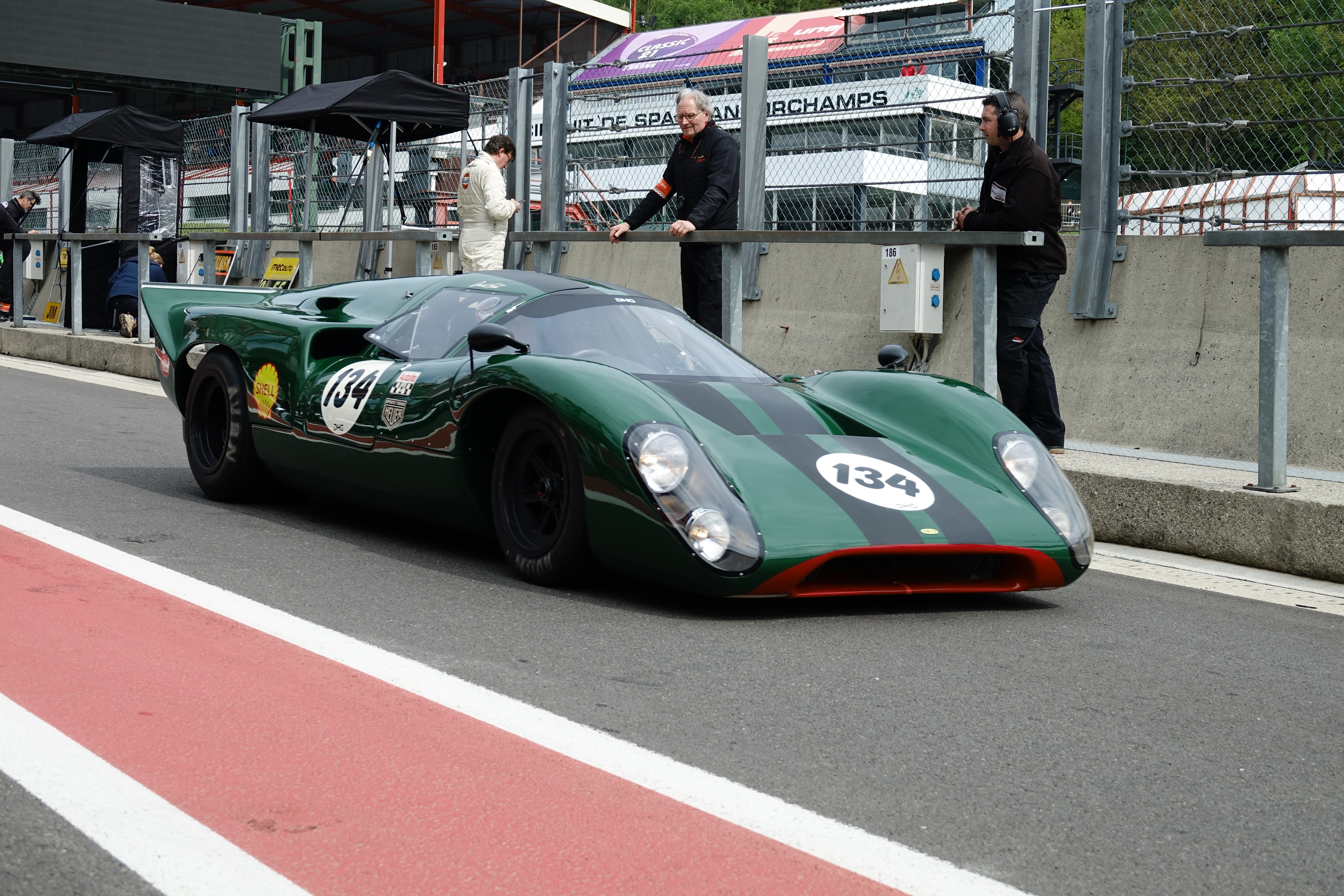
Classic Endurance Racing 1

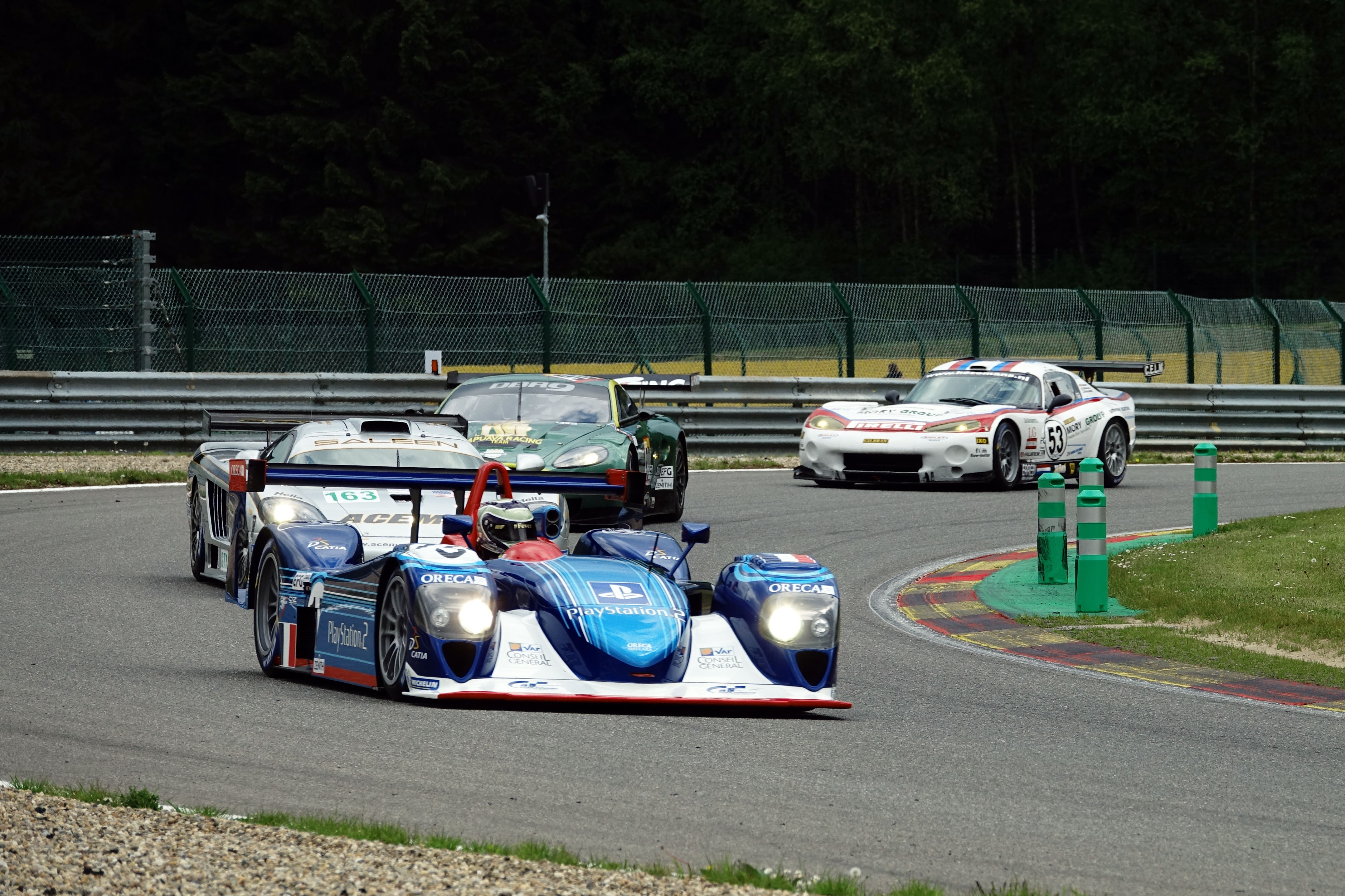
Endurance Racing Legends

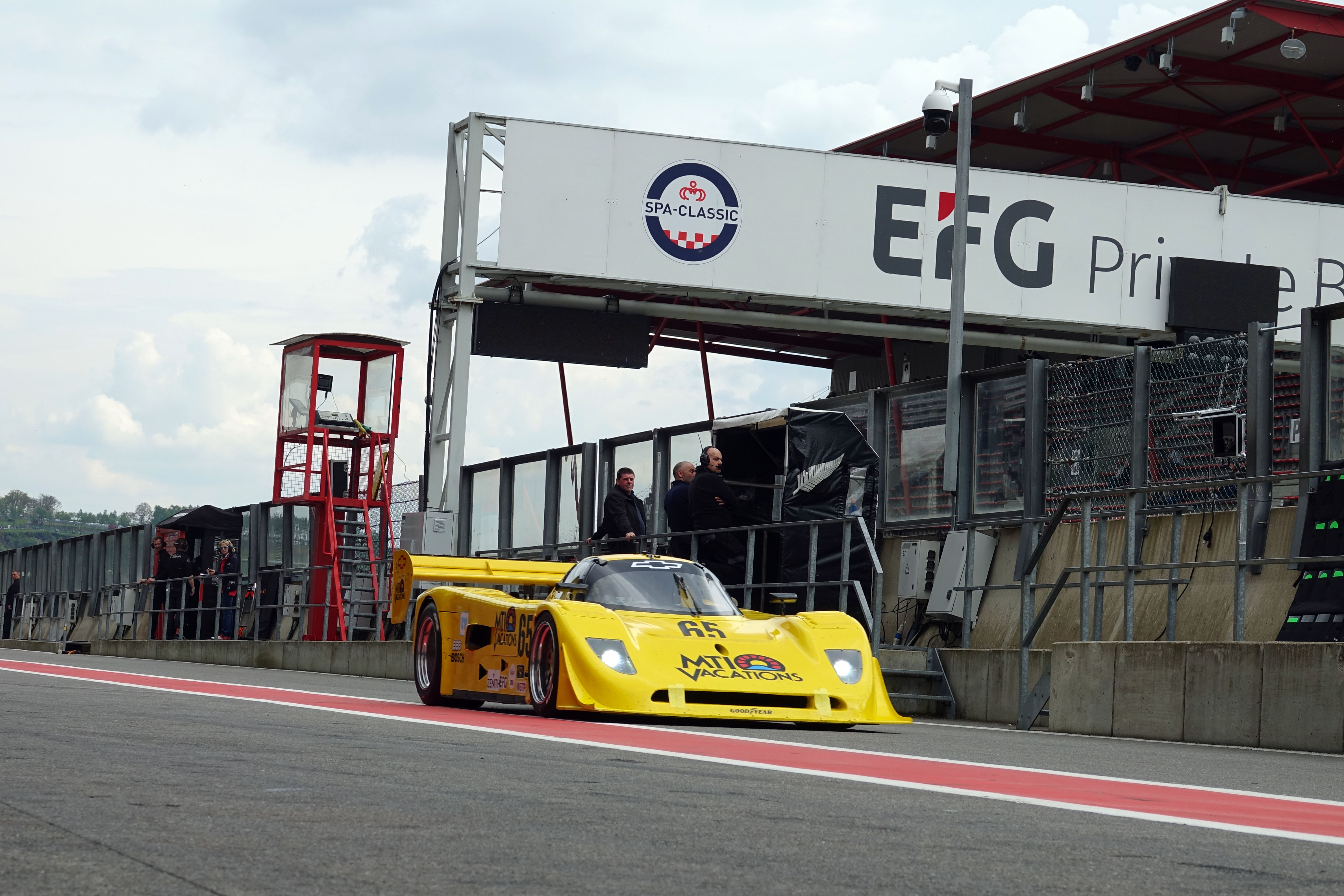
Groupe C

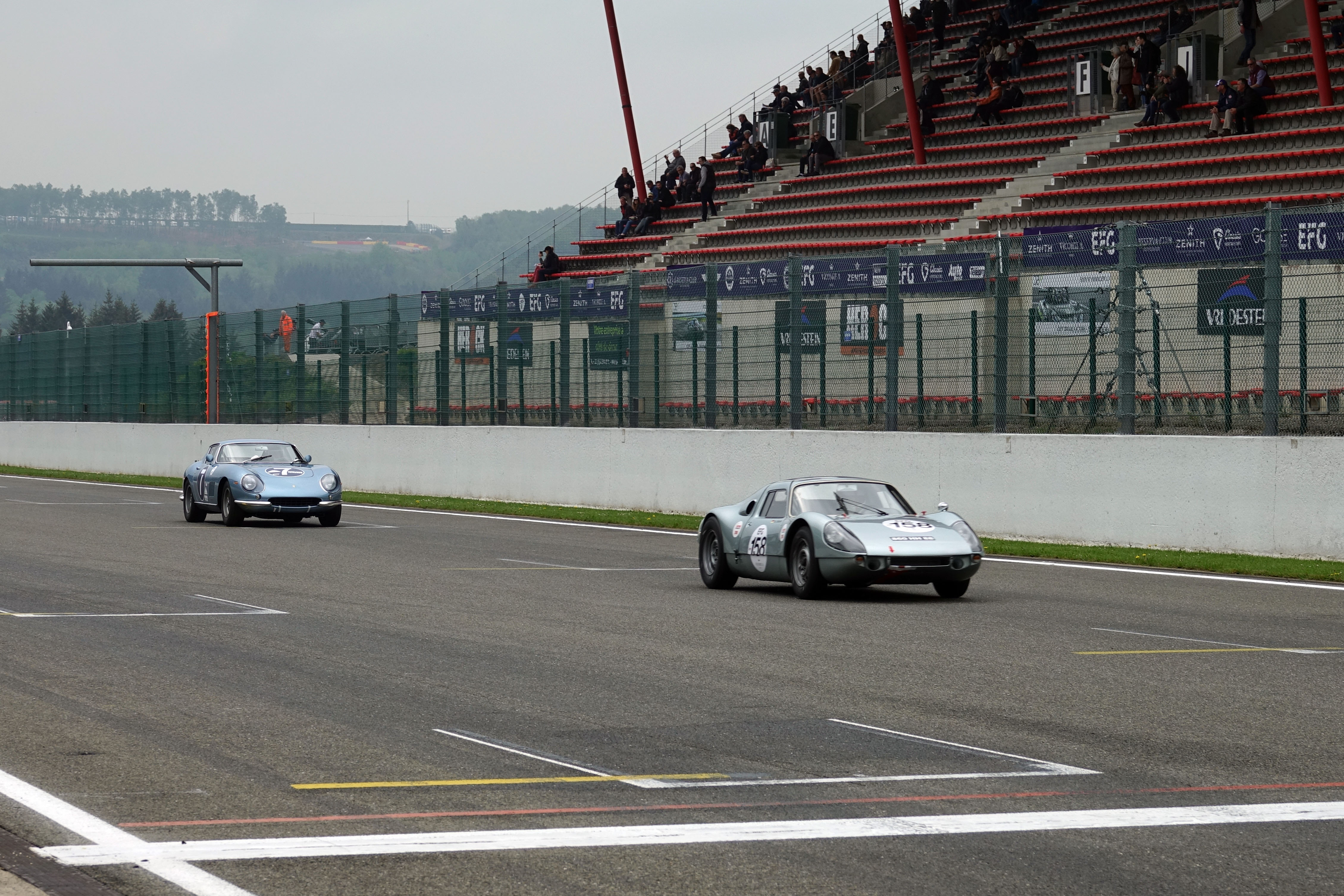
The Greatest’s Trophy

| Classement                      | Dossard n° | Équipage                                | Voiture                            | Année |
| ------------------------------- | ---------- | --------------------------------------- | ---------------------------------- | ----- |
| Classic Endurance Racing 1      |            |                                         |                                    |       |
| 1er                             | 6          | Martin O'Connell / Sandy Watson         | Chevron B19 FVC                    | 1971  |
| 2e                              | 42         | Philipp Bruehwiler                      | Chevron B19 FVC                    | 1971  |
| 3e                              | 85         | Grant Tromans / Richard Meaden          | Lola T70 Mk III                    | 1968  |
| Classic Endurance Racing 2      |            |                                         |                                    |       |
| 1er                             | 50         | Dominique Guenat                        | Lola T286                          | 1976  |
| 2e                              | 85         | Tony Sinclair                           | Lola T292 BDG                      | 1973  |
| 3e                              | 73         | Richard Piper / Greg Caton              | March 75 S                         |       |
| Groupe C (course 1)             |            |                                         |                                    |       |
| 1er                             | 6          | Mark Sumpter                            | Porsche 962                        | 1989  |
| 2e                              | 77         | Robin Ward                              | Spice SE90C                        | 1990  |
| 3e                              | 45         | Pierre-Alain France / Erwin France      | Porsche 962C                       | 1990  |
| Groupe C (course 2)             |            |                                         |                                    |       |
| 1er                             | 6          | Mark Sumpter                            | Porsche 962                        | 1989  |
| 2e                              | 77         | Robin Ward                              | Spice SE90C                        | 1990  |
| 3e                              | 45         | Pierre-Alain France / Erwin France      | Porsche 962C                       | 1990  |
| Heritage Touring Cup (course 1) |            |                                         |                                    |       |
| 1er                             | 75         | Eric Mestdagh / Pierre-Alain Thibaut    | BMW 3.0 CSL                        | 1973  |
| 2e                              | 52         | Yves Scemama                            | Ford Capri 2600 RS                 | 1971  |
| 3e                              | 17         | Claude Boissy / Patrick Bourguignon     | Ford Escort 1600 RS                | 1974  |
| Heritage Touring Cup (course 2) |            |                                         |                                    |       |
| 1er                             | 52         | Yves Scemama                            | Ford Capri 2600 RS                 | 1971  |
| 2e                              | 4          | Christophe Van Riet / Raphaël de Borman | Ford Escort 1600 RS                | 1972  |
| 3e                              | 17         | Claude Boissy / Patrick Bourguignon     | Ford Escort 1600 RS                | 1974  |
| Sixtie’s Endurance              |            |                                         |                                    |       |
| 1er                             | 20         | Christian Dumolin / Christophe Van Riet | Shelby Cobra 289                   | 1963  |
| 2e                              | 12         | Ludovic Caron                           | Shelby Cobra 289                   | 1963  |
| 3e                              | 86         | Andrew Beverley                         | Shelby Cobra 289                   | 1963  |
| Trofeo Nastro Rosso (course 1)  |            |                                         |                                    |       |
| 1er                             | 55         | Vincent Gaye                            | Ferrari 275 GTB/C                  | 1966  |
| 2e                              | 16         | Lukas Halusa                            | Ferrari 250 GT Breadvan            | 1962  |
| 3e                              | 43         | Georg Nolte                             | Bizzarrini A3/C Grifo Competizione | 1965  |
| Trofeo Nastro Rosso (course 2)  |            |                                         |                                    |       |
| 1er                             | 55         | Vincent Gaye                            | Ferrari 275 GTB/C                  | 1966  |
| 2e                              | 16         | Lukas Halusa                            | Ferrari 250 GT Breadvan            | 1962  |
| 3e                              | 43         | Georg Nolte                             | Bizzarrini A3/C Grifo Competizione | 1965  |

### 7eédition (2017)
En 2017, la manifestation bat son record de fréquentation avec 20 000 visiteurs.

#### Classement
| Classement                      | Dossard n° | Équipage                                         | Voiture             | Année |
| ------------------------------- | ---------- | ------------------------------------------------ | ------------------- | ----- |
| Classic Endurance Racing 1      |            |                                                  |                     |       |
| 1er                             | 42         | Philipp Bruehwiler                               | Chevron B19 FVC     | 1971  |
| 2e                              | 67         | Maurizio Bianco                                  | Chevron B19 FVC     | 1971  |
| 3e                              | 7          | Toni Seiler                                      | Lola T70 Mk III     | 1968  |
| Classic Endurance Racing 2      |            |                                                  |                     |       |
| 1er                             | 52         | Yves Scemama                                     | Toj SC304           | 1976  |
| 2e                              | 14         | Marc Devis                                       | Toj SC 303          | 1978  |
| 3e                              | 67         | Michele Liguori                                  | Lola T292 DFV       | 1973  |
| Euro F2 Classic (course 1)      |            |                                                  |                     |       |
| 1er                             | 27         | Martin Stretton                                  | March 782           | 1978  |
| 2e                              | 2          | Matthew Watts                                    | March 772           | 1977  |
| 3e                              | 4          | Martin O'Connell                                 | Chevron B40         | 1977  |
| Euro F2 Classic (course 2)      |            |                                                  |                     |       |
| 1er                             | 27         | Martin Stretton                                  | March 782           | 1978  |
| 2e                              | 2          | Matthew Watts                                    | March 772           | 1977  |
| 3e                              | 4          | Martin O'Connell                                 | Chevron B40         | 1977  |
| Groupe C (course 1)             |            |                                                  |                     |       |
| 1er                             | 5          | Steve Tandy                                      | Spice SE90C         | 1990  |
| 2e                              | 31         | Kriton Lendoudis / Nicolas Minassian             | Mercedes-Benz C11   | 1989  |
| 3e                              | 22         | Mike Wrigley                                     | Spice SE89C         | 1989  |
| Groupe C (course 2)             |            |                                                  |                     |       |
| 1er                             | 5          | Steve Tandy                                      | Spice SE90C         | 1990  |
| 2e                              | 25         | Michael Lyons                                    | Gebhardt C91        | 1991  |
| 3e                              | 31         | Kriton Lendoudis / Nicolas Minassian             | Mercedes-Benz C11   | 1989  |
| Heritage Touring Cup (course 1) |            |                                                  |                     |       |
| 1er                             | 52         | Yves Scemama                                     | Ford Capri 2600 RS  | 1971  |
| 2e                              | 75         | Eric Mestdagh / Pierre-Alain Thibaut             | BMW 3.0 CSL         | 1975  |
| 3e                              | 22         | Andrew Beverley                                  | Volvo 240T          | 1984  |
| Heritage Touring Cup (course 2) |            |                                                  |                     |       |
| 1er                             | 52         | Yves Scemama                                     | Ford Capri 2600 RS  | 1971  |
| 2e                              | 4          | Thierry de Latre du Bosqueau / Raphaël de Borman | Ford Escort 1600 RS | 1968  |
| 3e                              | 26         | Dennis Singleton / Kevin Jones                   | Ford Capri 2600 RS  | 1973  |
| Sixtie’s Endurance              |            |                                                  |                     |       |
| 1er                             | 88         | Philipp Oettli                                   | Shelby Cobra 289    | 1963  |
| 2e                              | 86         | Andrew Beverley / Mike Humphreys                 | Shelby Cobra 289    | 1963  |
| 3e                              | 70         | Pierre-Alain France / Erwin France               | Shelby Cobra 289    | 1963  |
| Trofeo Nastro Rosso (course 1)  |            |                                                  |                     |       |
| 1er                             | 55         | Vincent Gaye                                     | Ferrari 275 GTB/C   | 1966  |
| 2e                              | 52         | Peter Muelder / Christian Traber                 | Bizzarrini 5300 GT  | 1965  |
| 3e                              | 61         | Guillermo Fierro                                 | Maserati T61        | 1960  |
| Trofeo Nastro Rosso (course 2)  |            |                                                  |                     |       |
| 1er                             | 55         | Vincent Gaye                                     | Ferrari 275 GTB/C   | 1966  |
| 2e                              | 7          | Carlos Monteverde / Gary Pearson                 | Ferrari LM 250 GTO  | 1962  |
| 3e                              | 61         | Guillermo Fierro                                 | Maserati T61        | 1960  |

### 8eédition (2018)

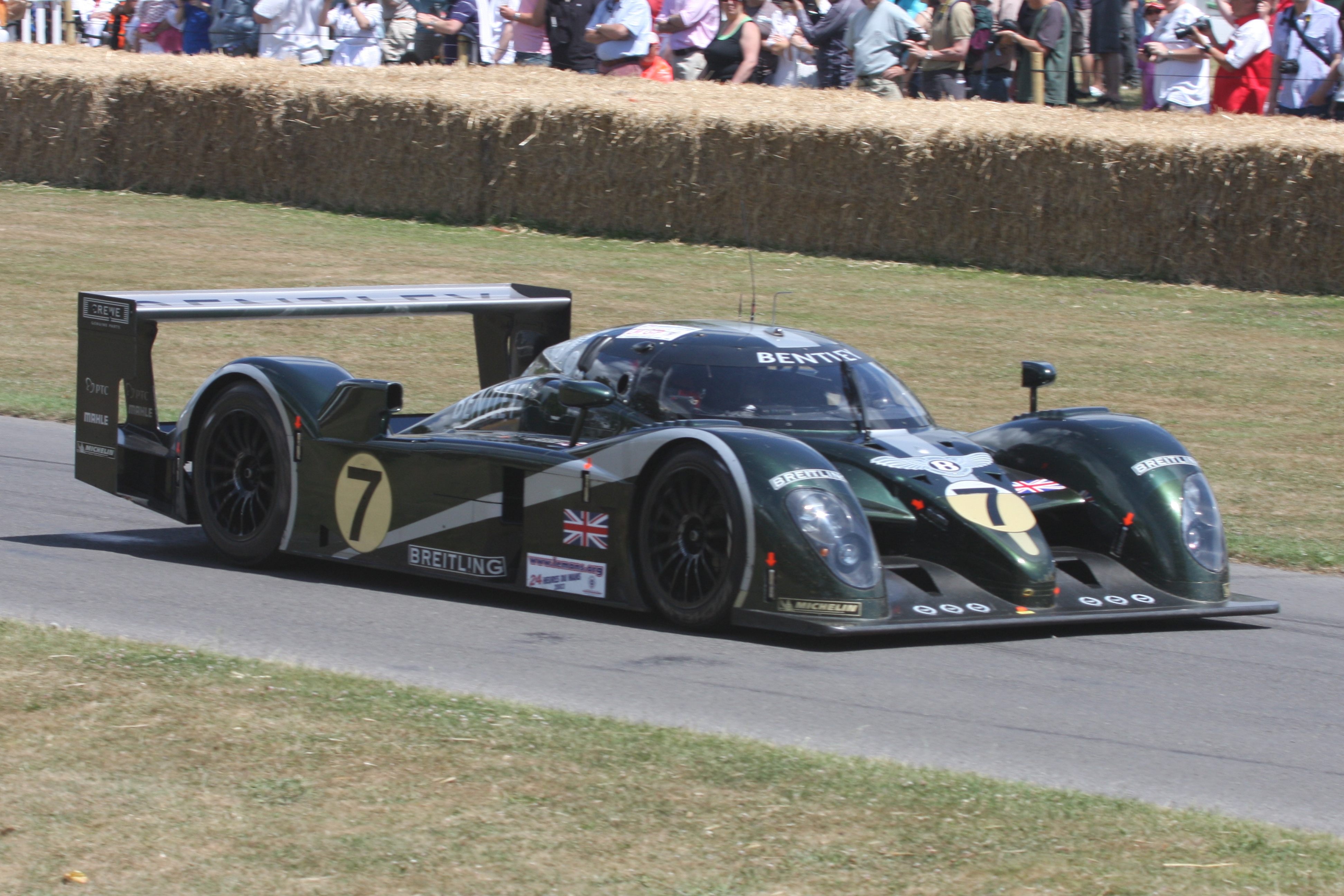
Bentley Speed 8

Cette huitième édition du Spa Classic, qui s'est déroulée du 18 au 20 mai, a réuni 325 voitures de course et 1 200 voitures de collection.
Cette année, le plateau « 2.0 Litres Cup » fait sa première apparition, accompagné en démonstration (hors compétition) du plateau « Global Endurance Legends » regroupant les GT et prototypes des années 1990-2000, dans lequel il était aussi possible d'admirer la rare Bentley Speed 8 de 2003. Et le plateau « The Greatest’s Trophy » remplace le plateau « Trofeo Nastro Rosso ». Pas moins de 10 BMW CSL étaient aussi présentes sur le circuit ardennais, tandis que le plateau « Groupe C Racing » a réuni 34 voitures de compétition, des Peugeot 905 aux Porsche 962, et notamment 5 Jaguar avec une XJR 11, deux XJR 12 et deux XJR 14.

#### Classement
| Classement                       | Dossard n° | Équipage                         | Voiture                   | Année |
| -------------------------------- | ---------- | -------------------------------- | ------------------------- | ----- |
| Classic Endurance Racing 1       |            |                                  |                           |       |
| 1er                              | 1          | Philipp Bruehwiler               | Chevron B19 FVC           | 1971  |
| 2e                               | 8          | Sandy Watson / Martin O'Connell  | Chevron B8                | 1968  |
| 3e                               | 67         | Maurizio Bianco                  | Chevron B19 FVC           | 1971  |
| Classic Endurance Racing 2       |            |                                  |                           |       |
| 1er                              | 14         | Marc Devis                       | Toj SC 303                | 1978  |
| 2e                               | 50         | Dominique Guenat                 | Lola T286 DFV             | 1976  |
| 3e                               | 1          | Beat Eggimann                    | Cheetah G601 BDG          | 1976  |
| Euro F2 Classic (course 1)       |            |                                  |                           |       |
| 1er                              | 2          | Matthew Watts                    | March 772                 | 1977  |
| 2e                               | 1          | Charles Veillard                 | Ralt RT 1                 | 1977  |
| 3e                               | 88         | Richard Meins                    | March 762                 | 1976  |
| Euro F2 Classic (course 2)       |            |                                  |                           |       |
| 1er                              | 2          | Matthew Watts                    | March 772                 | 1977  |
| 2e                               | 1          | Charles Veillard                 | Ralt RT 1                 | 1977  |
| 3e                               | 7          | David Tomlin                     | Rondel Motul M1           | 1973  |
| Groupe C (course 1)              |            |                                  |                           |       |
| 1er                              | 5          | Steve Tandy                      | Spice SE90C               | 1990  |
| 2e                               | 21         | Ivan Vercoutere / Ralf Kelleners | Porsche 962C              | 1990  |
| 3e                               | 25         | Michael Lyons                    | Gebhardt C91              | 1991  |
| Groupe C (course 2)              |            |                                  |                           |       |
| 1er                              | 82         | Michel Lecourt / Raymond Narac   | Porsche 962C              | 1990  |
| 2e                               | 21         | Ivan Vercoutere / Ralf Kelleners | Porsche 962C              | 1990  |
| 3e                               | 85         | Tony Sinclair                    | Spice SE90C               | 1990  |
| Heritage Touring Cup (course 1)  |            |                                  |                           |       |
| 1er                              | 25         | Christian Traber                 | BMW 3.0 CSL               | 1973  |
| 2e                               | 22         | Dominik Roschmann                | BMW 3.0 CSL               | 1971  |
| 3e                               | 6          | Steve Dance                      | Ford Capri 2600 RS        | 1972  |
| Heritage Touring Cup (course 2)  |            |                                  |                           |       |
| 1er                              | 25         | Christian Traber                 | BMW 3.0 CSL               | 1973  |
| 2e                               | 73         | Zak Brown / Richard Dean         | Ford Capri 3100 RS        | 1973  |
| 3e                               | 6          | Steve Dance                      | Ford Capri 2600 RS        | 1972  |
| Sixtie’s Endurance               |            |                                  |                           |       |
| 1er                              | 120        | Christophe Van Riet              | Shelby Cobra 289          | 1965  |
| 2e                               | 14         | Carlos Monteverde / Gary Pearson | Shelby Cobra 289          | 1963  |
| 3e                               | 88         | Philipp Oettli                   | Shelby Cobra 289          | 1963  |
| The Greatest’s Trophy (course 1) |            |                                  |                           |       |
| 1er                              | 14         | Carlos Monteverde                | Jaguar Type E Lightweight | 1963  |
| 2e                               | 2          | Vincent Gaye                     | Ferrari 275 GTB/C         | 1966  |
| 3e                               | 52         | Peter Muelder / Christian Traber | Bizzarrini 5300 GT        | 1965  |
| The Greatest’s Trophy (course 2) |            |                                  |                           |       |
| 1er                              | 2          | Vincent Gaye                     | Ferrari 275 GTB/C         | 1966  |
| 2e                               | 14         | Carlos Monteverde                | Jaguar Type E Lightweight | 1963  |
| 3e                               | 46         | Christian Bouriez                | Bizzarrini 5300 GT        | 1965  |
| 2.0L Cup                         |            |                                  |                           |       |
| 1er                              | 64         | Andrew Smith / Oliver Bryant     | Porsche 911               |       |
| 2e                               | 59         | David Huxley / Nigel Greensall   | Porsche 911               |       |
| 3e                               | 165        | Mark Bates / James Bates         | Porsche 911               |       |

### 9eédition (2019)

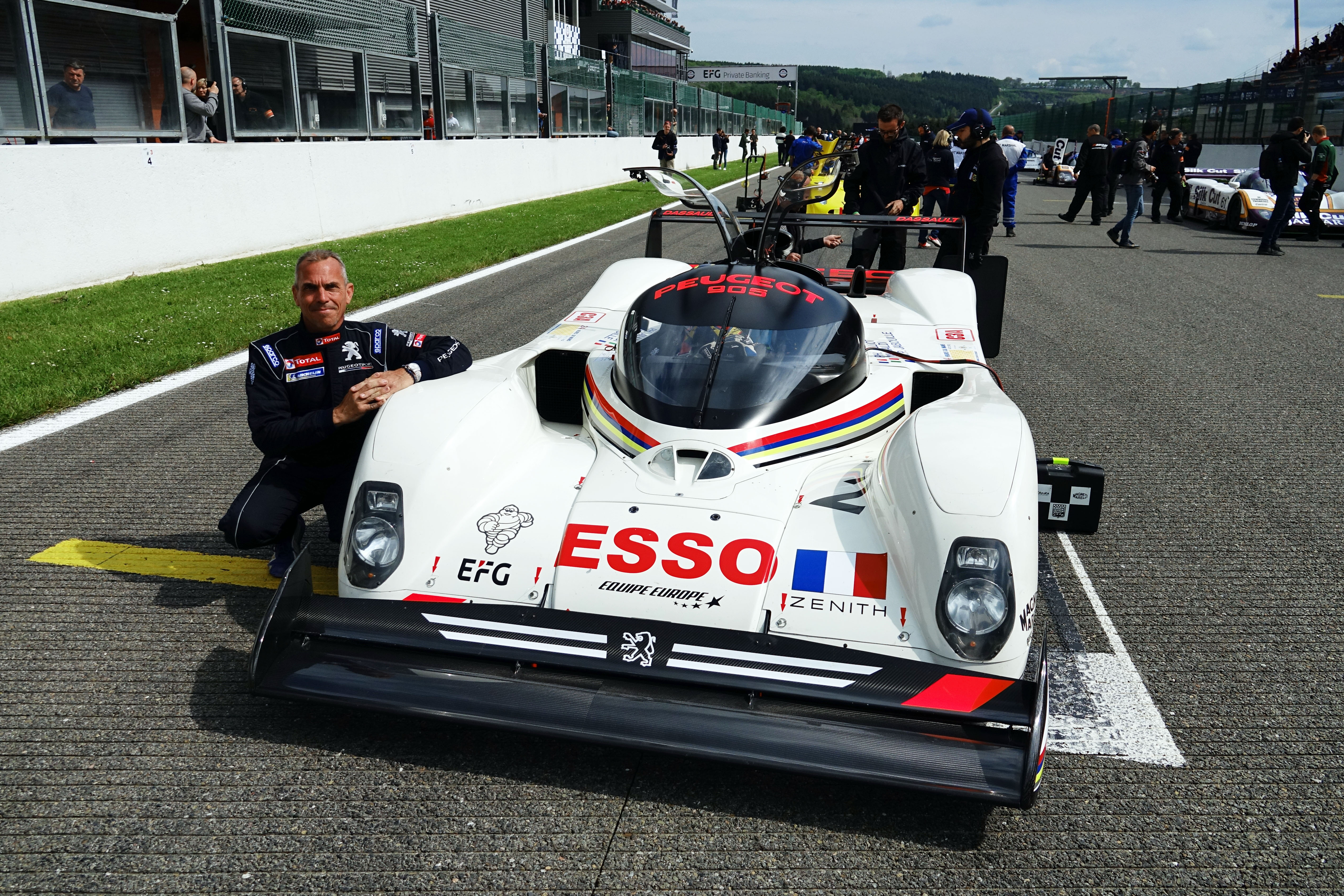
Éric Hélary et la Peugeot 905 victorieuse des 24 Heures du Mans 1993

La neuvième édition du Spa Classic se déroule du 17 au 19 mai 2019. Un peu plus de 20 000 spectateurs sont venus assister le temps du week-end aux courses historiques.
Comme en 2018, l'intégralité des Plateaux by Peter Auto est présente sur le circuit des Ardennes belges.

#### Exposition
Cette année encore, de nombreux clubs de collectionneurs et des constructeurs automobiles sont présents regroupant quelque 1 200 voitures installées dans l'enceinte du circuit. On retrouve les clubs BMW, Ferrari, TVR, Alpine, Jaguar, Lotus, Datsun ou encore les constructeurs Aston Martin et BMW. Dans le village des exposants ce sont les trois roues du constructeur américain Vanderhall qui sont présentées.

Exposition au Spa Classic 2019
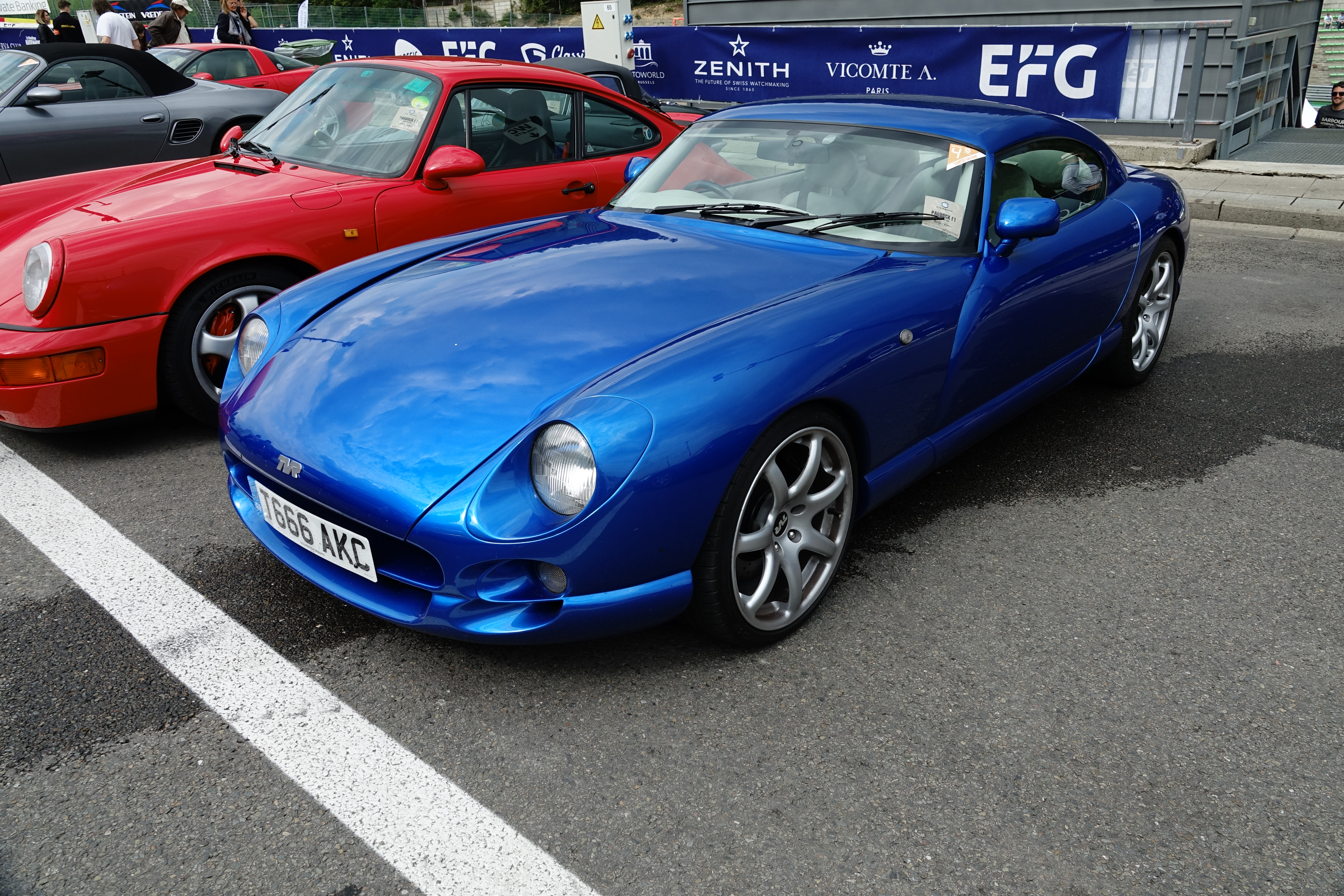
TVR
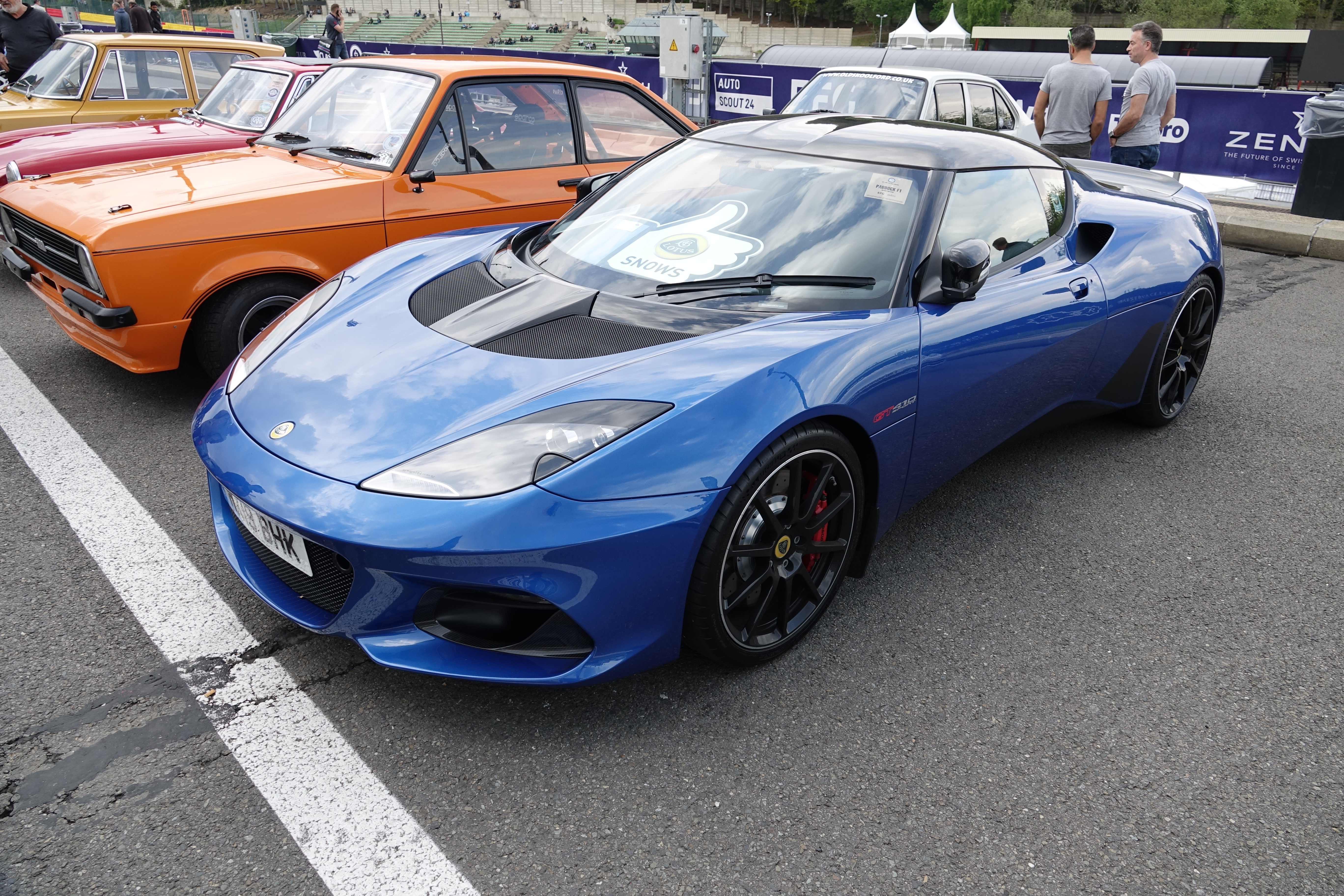
Lotus
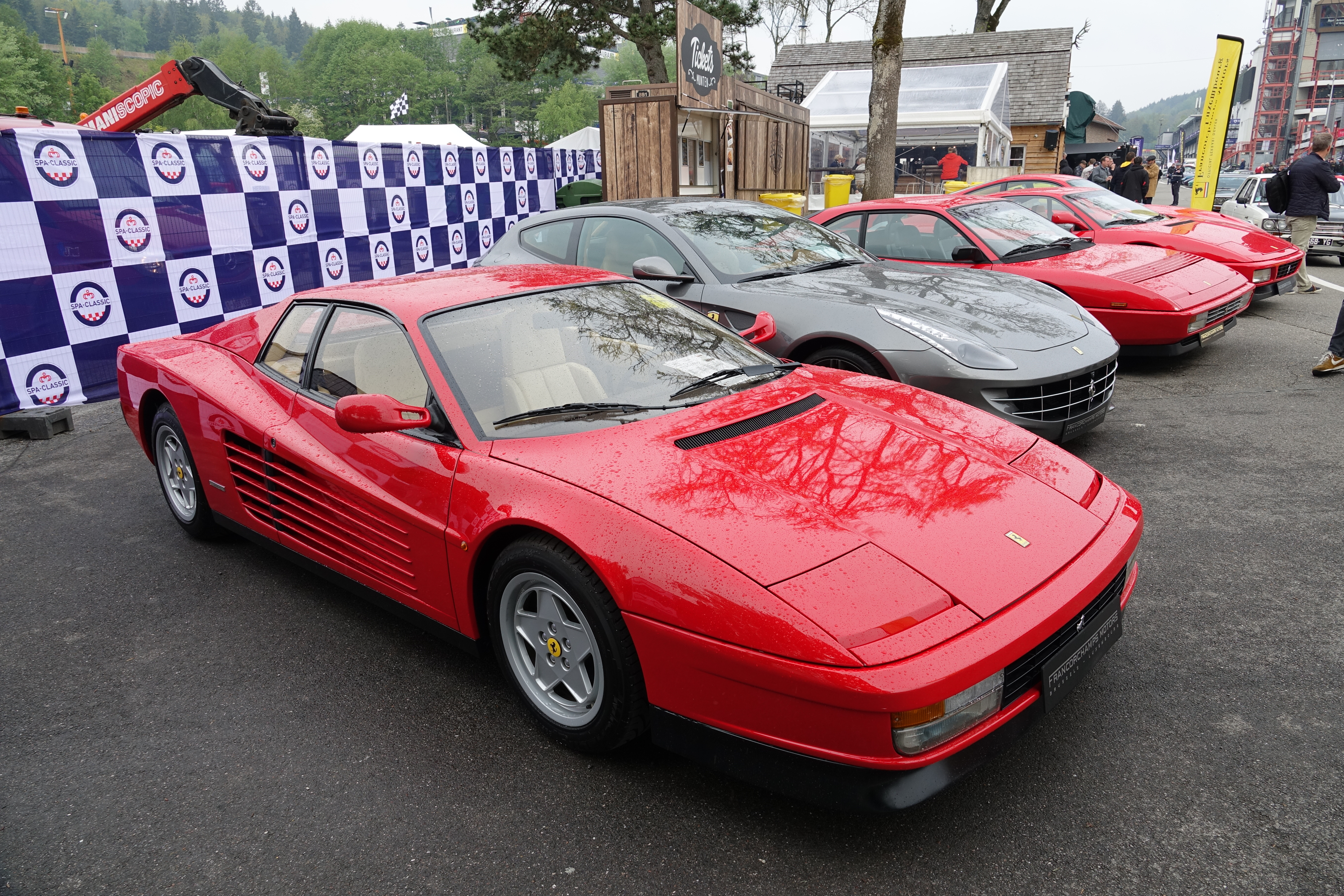
Ferrari
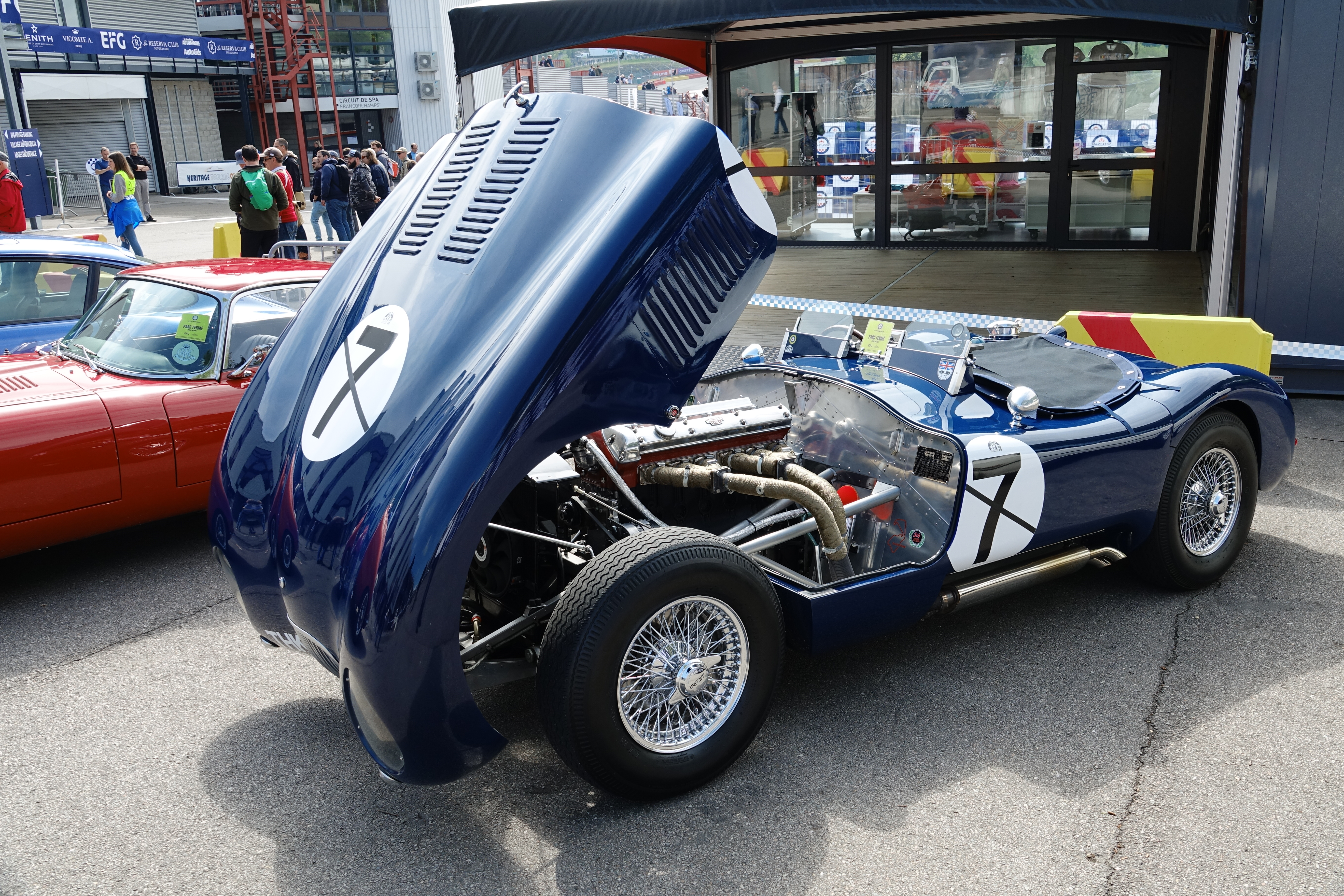
Jaguar
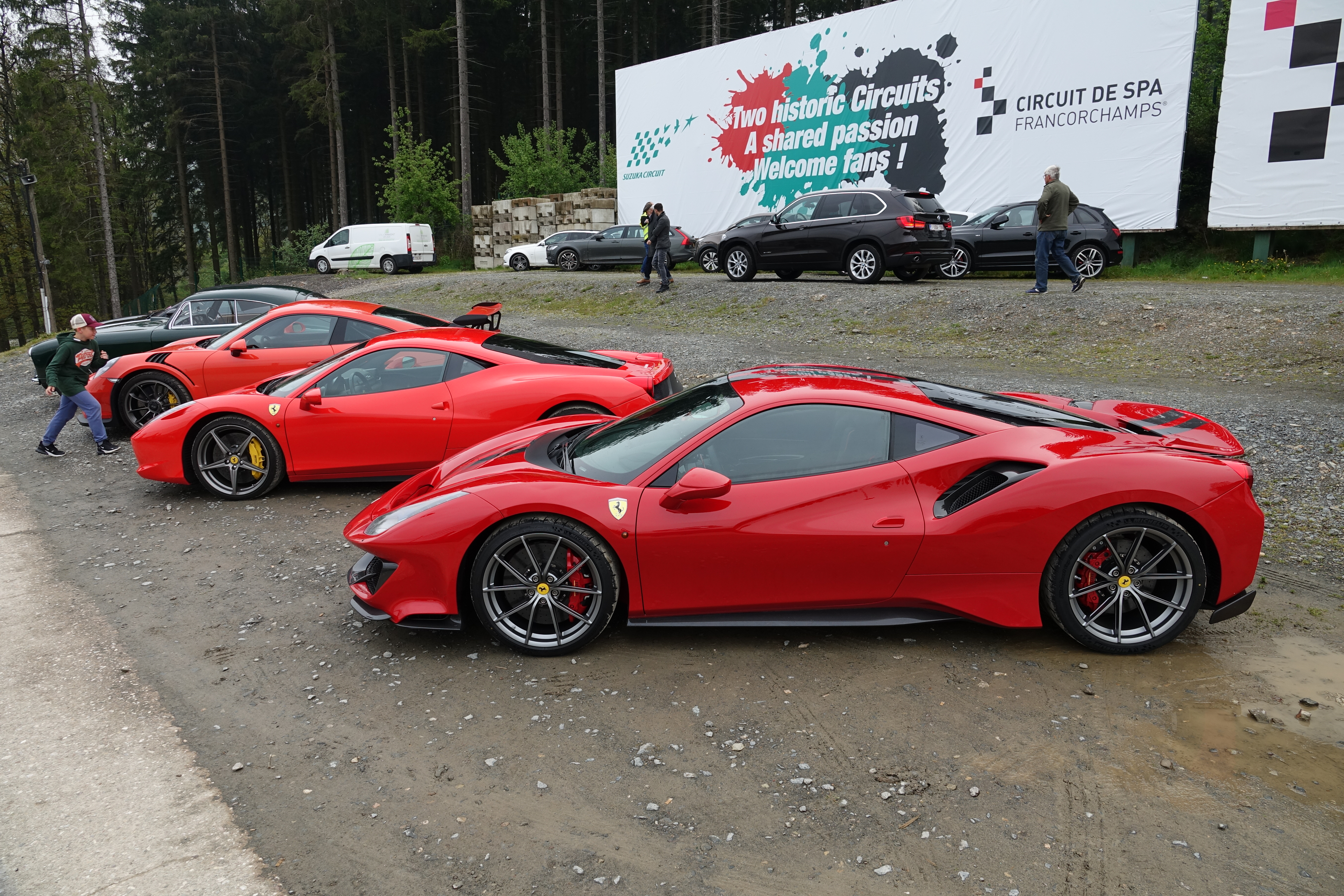
Multimarques premium
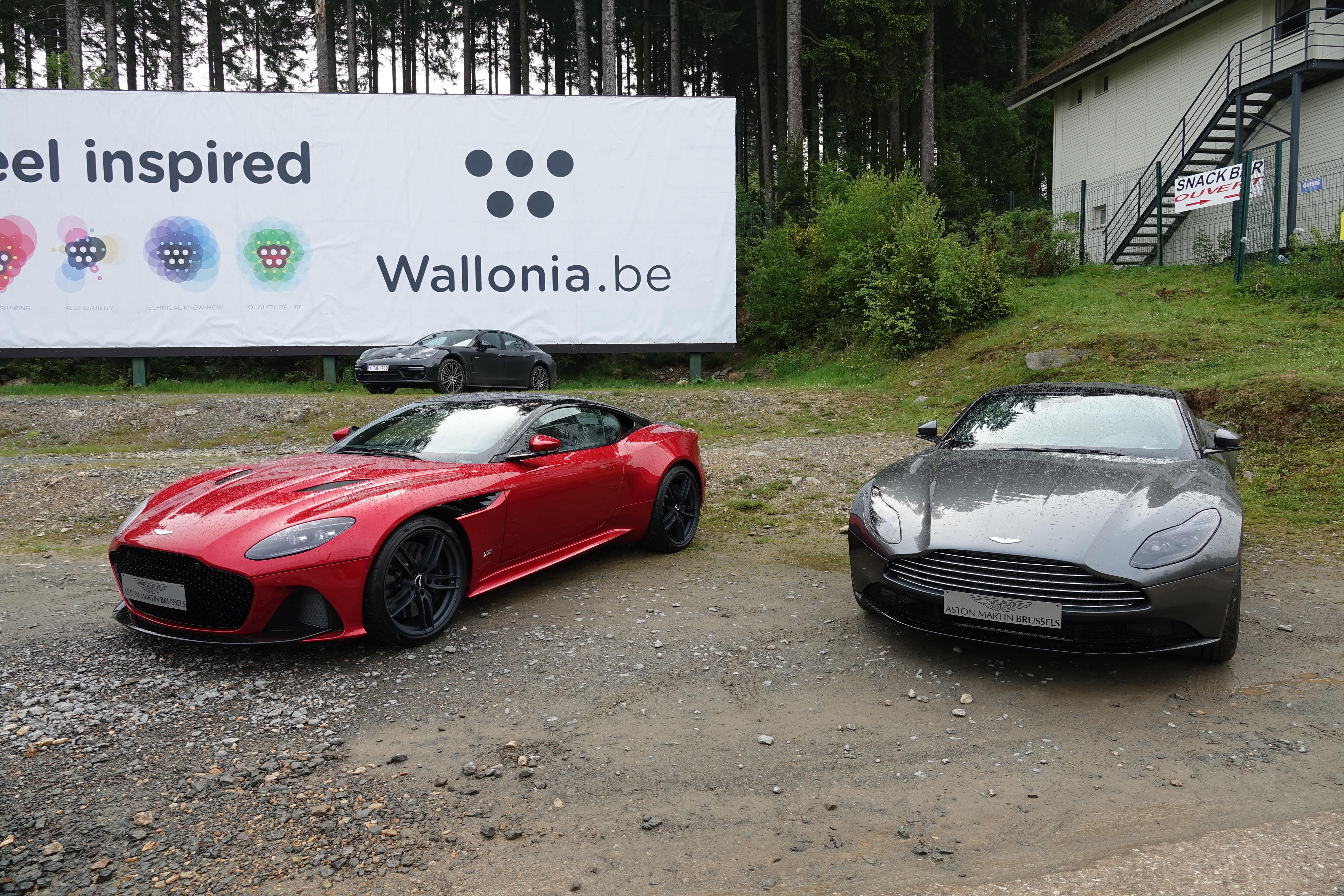
Aston Martin Bruxelles
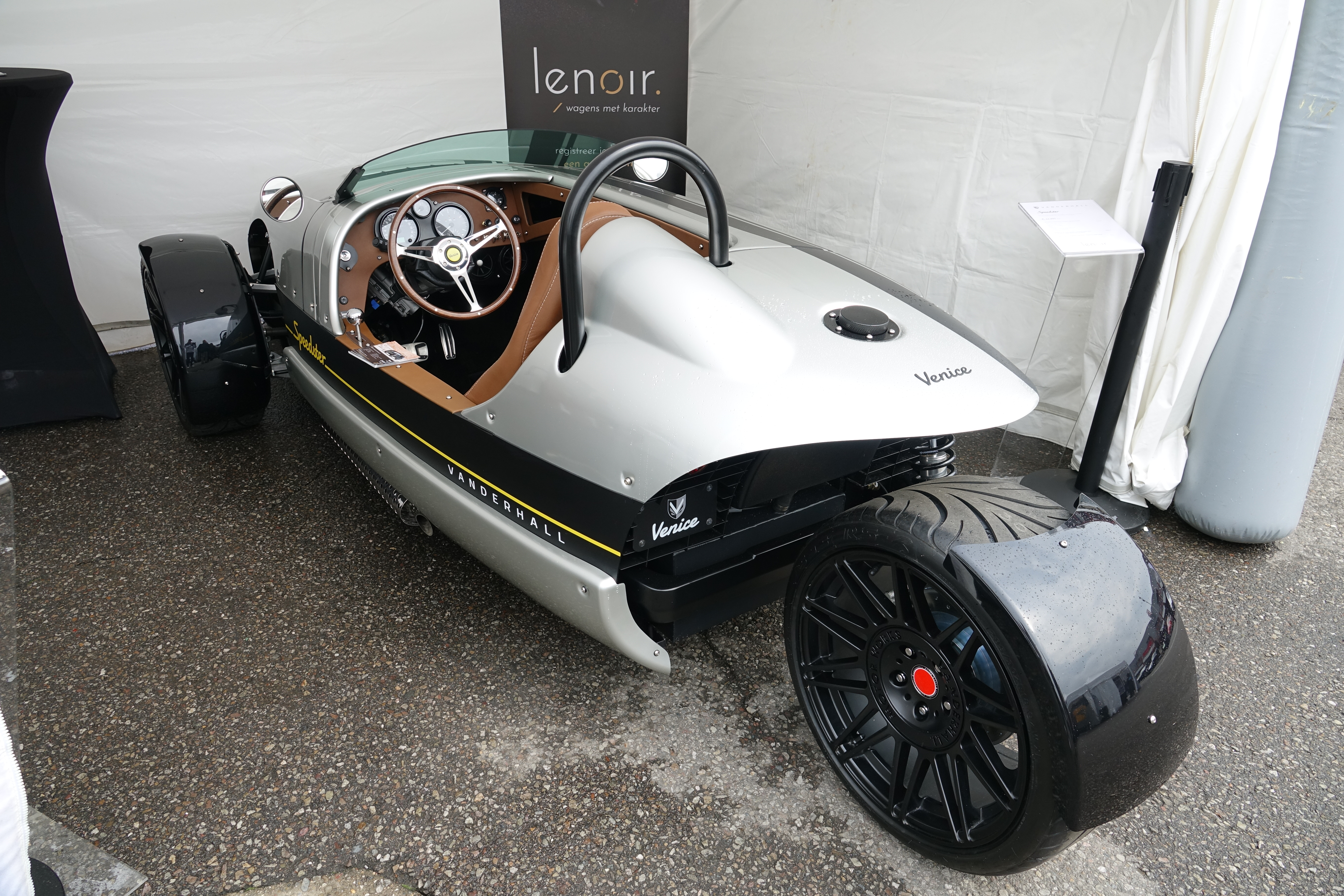
Vanderhall

#### Classement
| Classement                          | Dossard n° | Équipage                                           | Voiture                        | Année |
| ----------------------------------- | ---------- | -------------------------------------------------- | ------------------------------ | ----- |
| Classic Endurance Racing 1          |            |                                                    |                                |       |
| 1er                                 | 134        | David Hart                                         | Lola T70 MkIII B               | 1969  |
| 2e                                  | 11         | Marc Devis / Martin O'Connell                      | McLaren M8C DFV                | 1970  |
| 3e                                  | 26         | Alexander Furiani                                  | Chevron B 19                   | 1971  |
| Classic Endurance Racing 2          |            |                                                    |                                |       |
| 1er                                 | 600        | Philippe Scemama                                   | Lola T600                      | 1981  |
| 2e                                  | 131        | Franck Morel                                       | Toj SC 206                     | 1976  |
| 3e                                  | 47         | Jérémy Lancksweert / Christophe Van Riet           | Ferrari 512 BBLM               |       |
| Endurance Racing Legends (course 1) |            |                                                    |                                |       |
| 1er                                 | 115        | James Cottingham                                   | Dallara SP1                    | 2001  |
| 2e                                  | 90         | Nikolaus Ditting                                   | Aston Martin DBR9              | 2005  |
| 3e                                  | 53         | Franck Morel                                       | Chrysler Viper GTS-R           | 2001  |
| Endurance Racing Legends (course 2) |            |                                                    |                                |       |
| 1er                                 | 115        | James Cottingham                                   | Dallara SP1                    | 2001  |
| 2e                                  | 90         | Nikolaus Ditting                                   | Aston Martin DBR9              | 2005  |
| 3e                                  | 163        | Florent Moulin                                     | Saleen S7-R                    | 2004  |
| Groupe C (course 1)                 |            |                                                    |                                |       |
| 1er                                 | 65         | Mike Wrigley                                       | Spice SE89C                    | 1989  |
| 2e                                  | 85         | Tony Sinclair                                      | Spice SE90C                    | 1990  |
| 3e                                  | 61         | Richard Meins                                      | Jaguar XJR8                    | 1987  |
| Groupe C (course 2)                 |            |                                                    |                                |       |
| 1er                                 | 65         | Mike Wrigley                                       | Spice SE89C                    | 1989  |
| 2e                                  | 61         | Richard Meins                                      | Jaguar XJR8                    | 1987  |
| 3e                                  | 85         | Tony Sinclair                                      | Spice SE90C                    | 1990  |
| Heritage Touring Cup (course 1)     |            |                                                    |                                |       |
| 1er                                 | 40         | Michael Erlich                                     | BMW 3.0 CSL                    | 1975  |
| 2e                                  | 75         | Eric Mestdagh / Nicolas D'Ieteren                  | BMW 3.0 CSL                    | 1973  |
| 3e                                  | 25         | Christian Traber                                   | BMW 3.0 CSL                    | 1975  |
| Heritage Touring Cup (course 2)     |            |                                                    |                                |       |
| 1er                                 | 25         | Christian Traber                                   | BMW 3.0 CSL                    | 1975  |
| 2e                                  | 50         | Maxime Guenat                                      | Ford Capri 3100 RS             | 1975  |
| 3e                                  | 37         | Philip Walker / Miles Griffiths                    | Ford Capri 2600 RS             | 1973  |
| Sixtie’s Endurance                  |            |                                                    |                                |       |
| 1er                                 | 22         | Thierry de Latre du Bosqueau / Christophe Van Riet | Shelby Cobra 289               | 1964  |
| 2e                                  | 31         | Charles Firmenich / Henri Moser                    | Shelby Cobra 289               | 1964  |
| 3e                                  | 233        | Jon Minshaw                                        | Jaguar Type E 3.8L             | 1963  |
| The Greatest’s Trophy (course 1)    |            |                                                    |                                |       |
| 1er                                 | 158        | Afschin Fatemi                                     | Porsche 904 GTS                | 1963  |
| 2e                                  | 17         | Lukas Halusa / Martin Halusa                       | Jaguar Type E 3.8L Lightweight | 1963  |
| 3e                                  | 7          | Vincent Gaye                                       | Ferrari 275 GTB/C              | 1966  |
| The Greatest’s Trophy (course 2)    |            |                                                    |                                |       |
| 1er                                 | 158        | Afschin Fatemi                                     | Porsche 904 GTS                | 1963  |
| 2e                                  | 46         | Christian Bouriez                                  | Bizzarrini 5300 GT             | 1965  |
| 3e                                  | 42         | Romain Rocher                                      | Porsche 906 Carrera 6          | 1966  |
| 2.0L Cup                            |            |                                                    |                                |       |
| 1er                                 | 99         | Andrew Kirkaldy                                    | Porsche 911                    |       |
| 2e                                  | 77         | Mark Sumpter / Mike Jordan                         | Porsche 911                    |       |
| 3e                                  | 164        | Daniele Perfetti / Egidio Perfetti                 | Porsche 911                    |       |

Spa Classic édition 2019
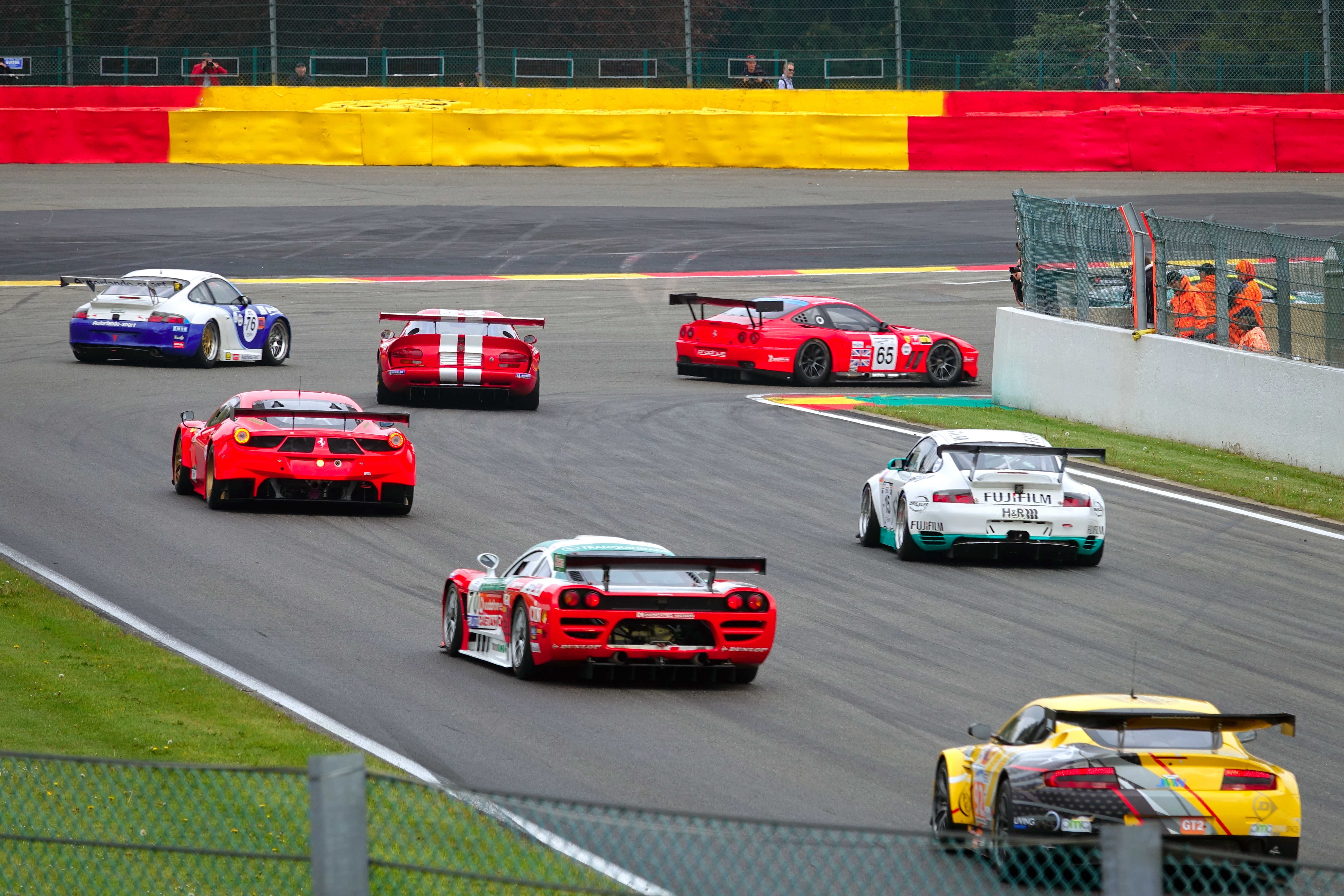
Endurance Racing Legends
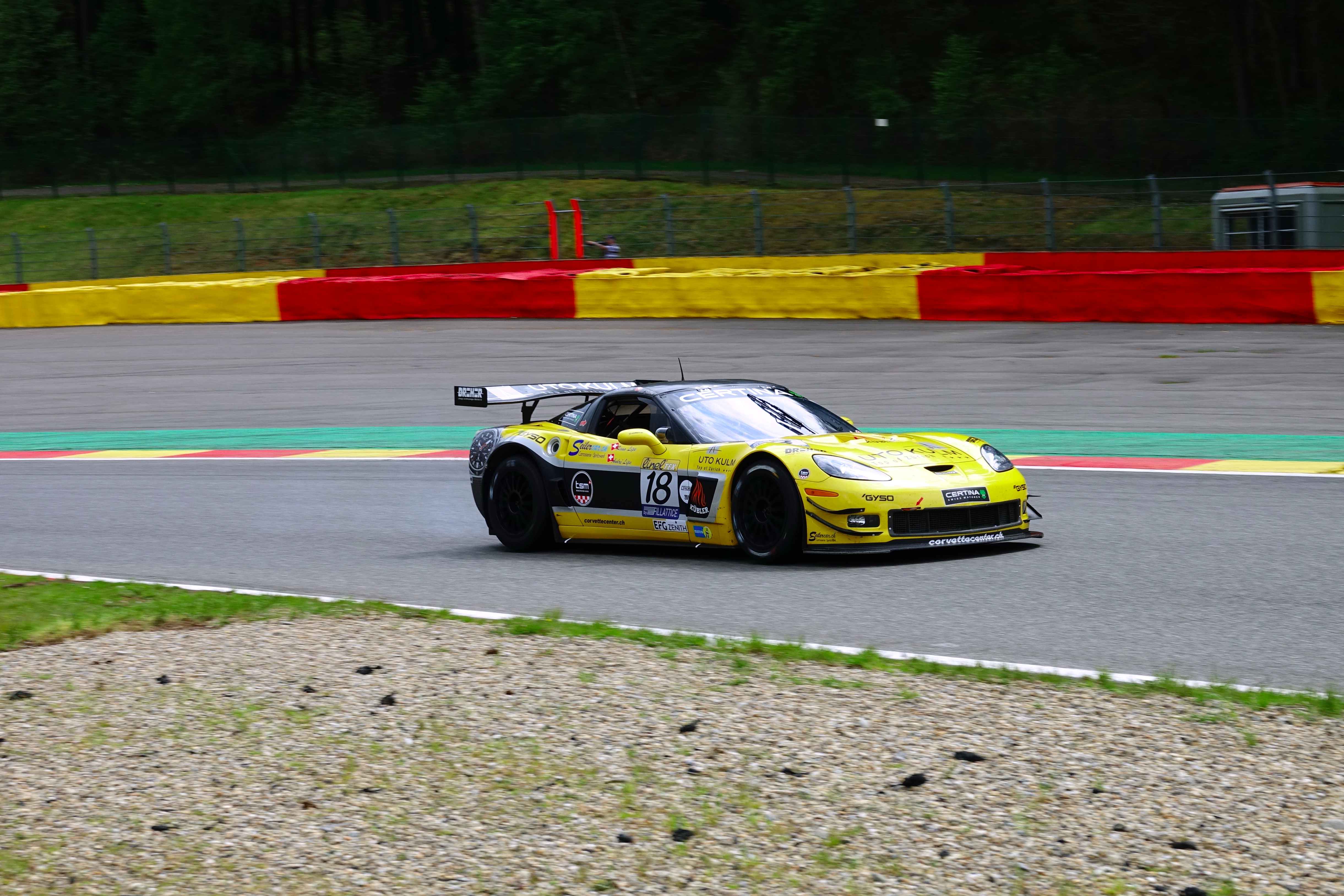
Chevrolet Corvette Z06 R
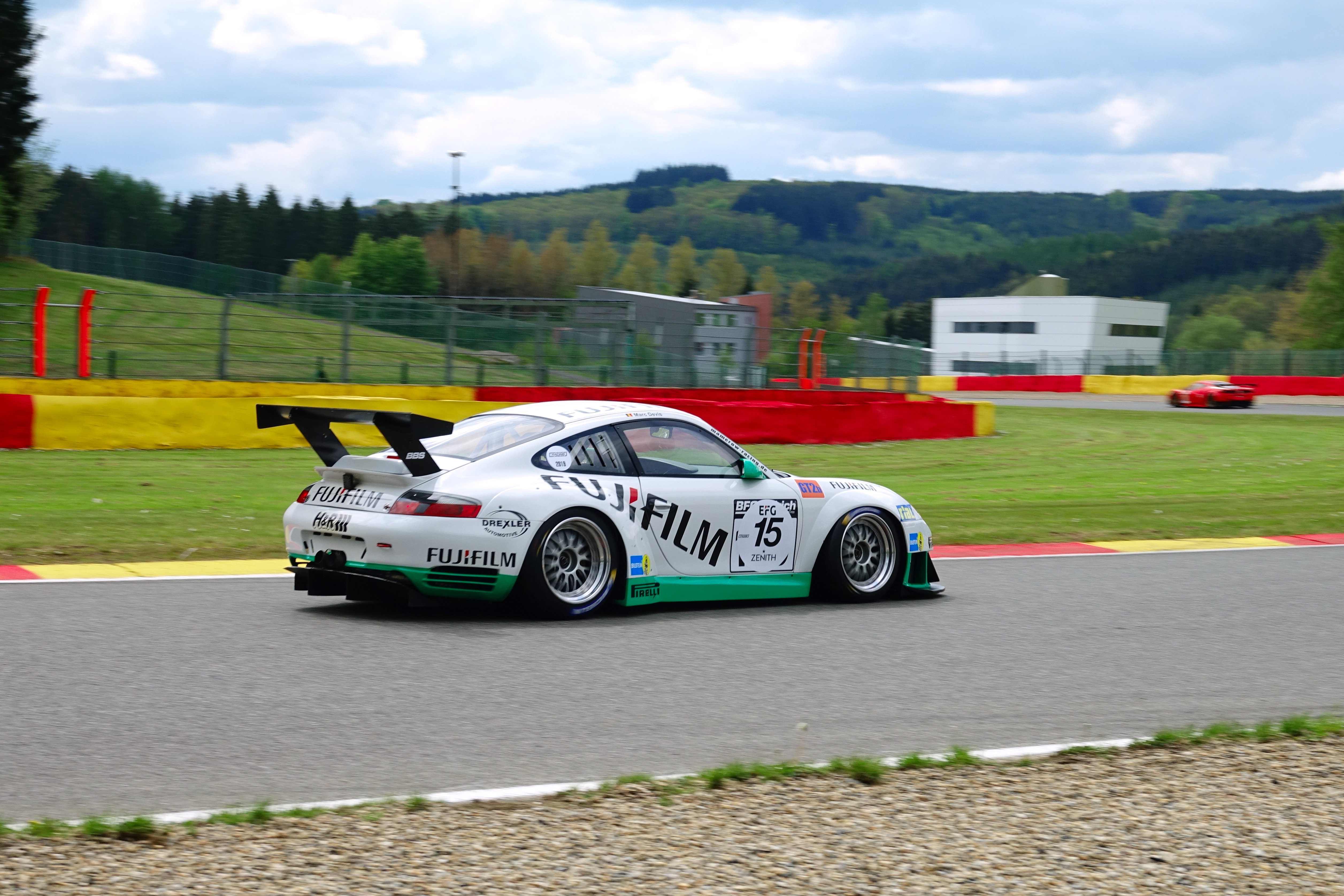
Porsche  996 GT3 RS
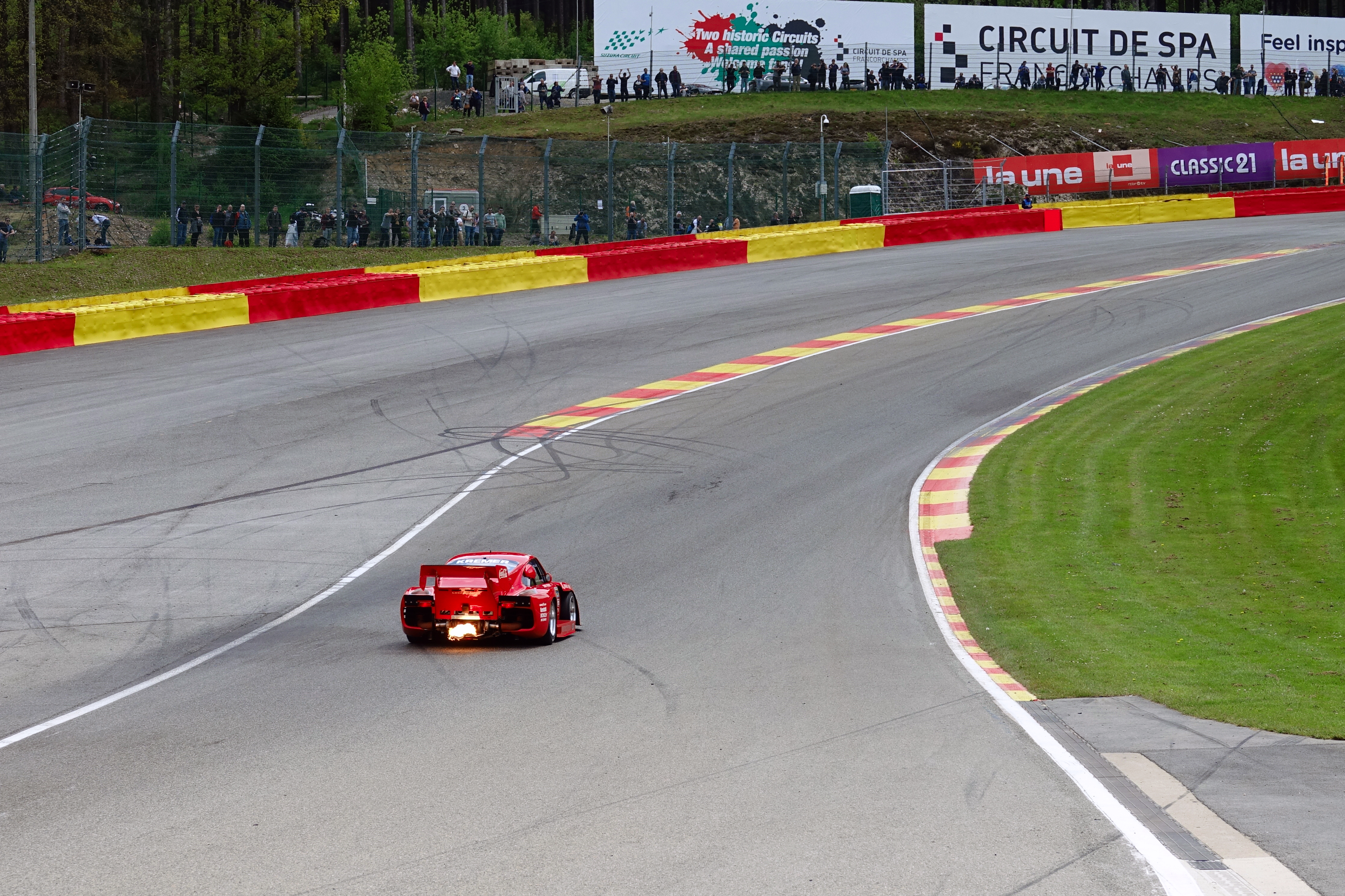
Porsche 935 K3
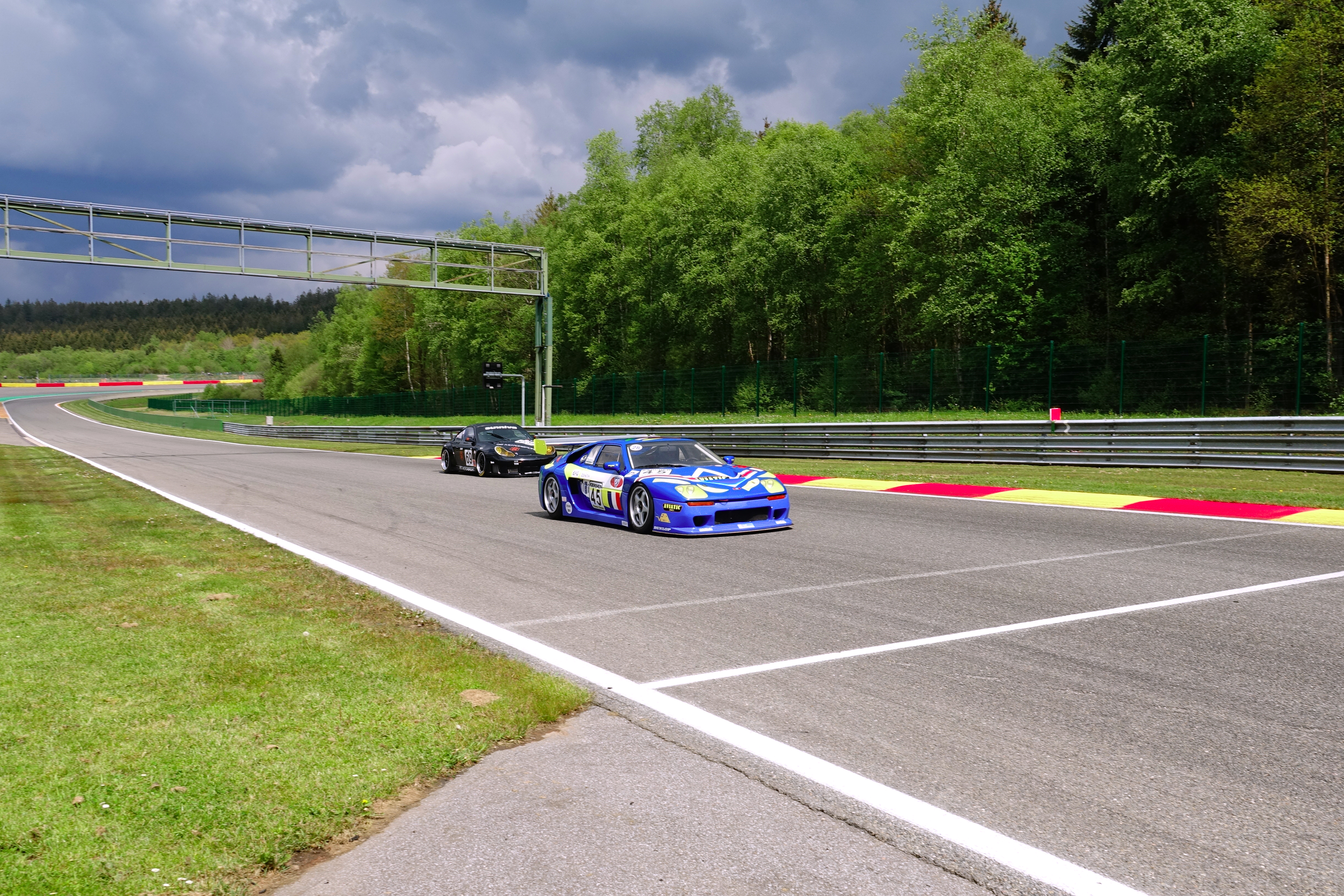
Venturi 600 LM et Porsche 996 GT3 RS
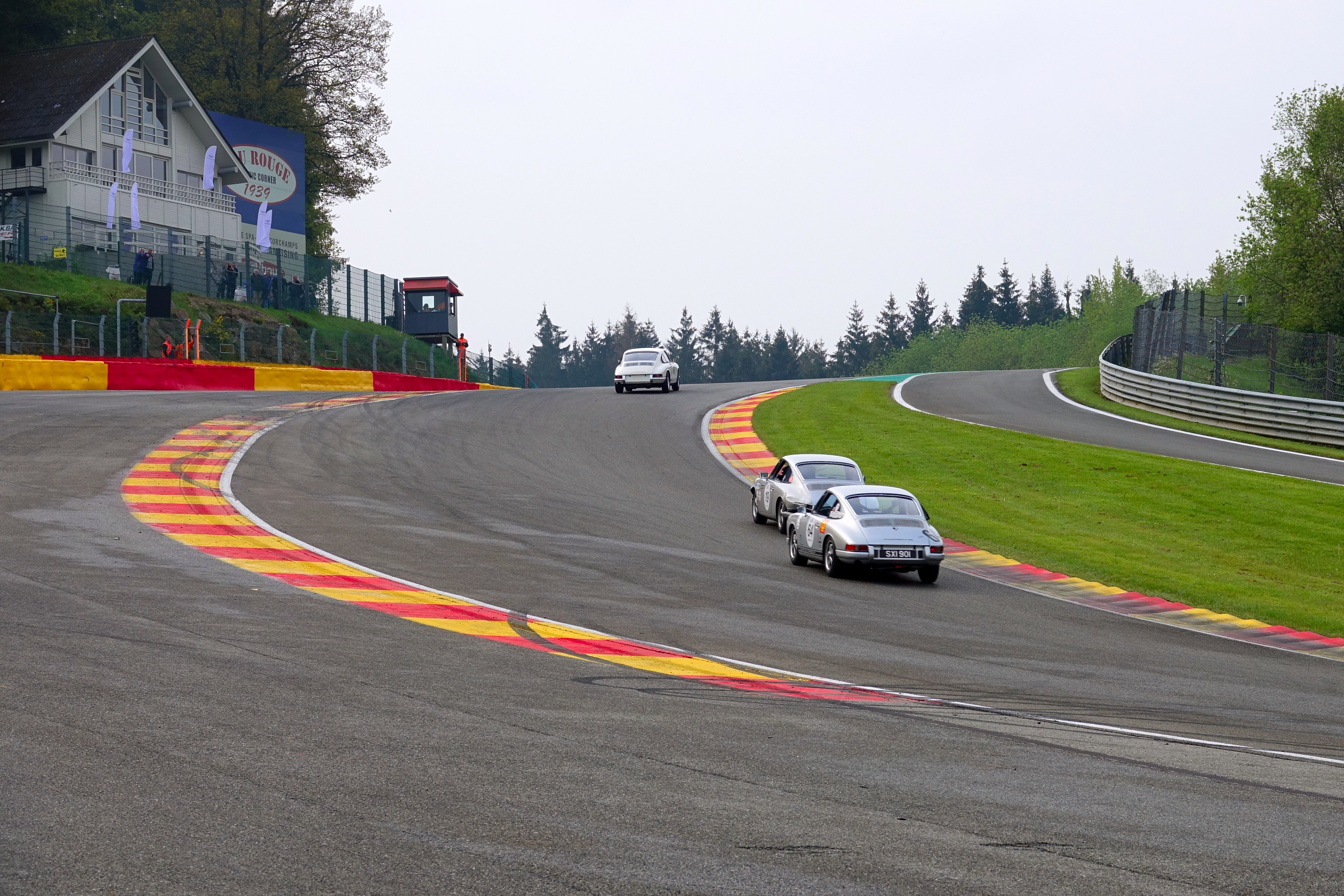
Porsche 2.0 Cup

### Édition 2020 annulée
L'édition 2020 est annulée en raison de l'expansion de l'épidémie de maladie à coronavirus COVID-19. C'est également le cas de l'édition 2021. La 10e édition se déroulera donc du 20 au 22 mai 2022.